# Palác Modello
Palác Modello (chorvatsky Palača Modello, italsky Palazzo Modello) se nachází v chorvatském městě Rijeka. Stojí na adrese Uljarska ulica 1, na východním konci rijeckého Korza.
Palác byl postaven v roce 1885 na místě zbořeného Adamićova divadla. Palác vyprojektovala vídeňská kancelář Ferdinanda Fellnera a Hermana Helmera. Výstavba byla zahájena o dva roky později. Původním uživatelem byla Rijecká banka. Neoklasicistní budova má velkolepě zdobenou fasádu s řadou dekorativních prvků, které odkazují na renesanční a barokní architekturu. Palác má velkolepý sál pro galavečery.
Sídlí v něm italský kulturní klub (italsky Comunità degli italiani di Fiume). V prvním patře se také nachází rijecká městská knihovna, která zde sídlí od roku 1966, předpokládá se nicméně její přemístění do nového objektu. Prostory jsou pro knihovnu dlouhodobě z technického hlediska nevyhovující.